# Masada Action and Defense Movement
Das Masada Action and Defense Movement (französisch: Mouvement d'Action et Défense Masada) (dt.: Die Masada Aktions- und Verteidigungsbewegung) war eine rassistische französische Untergrundorganisation, die sich den Anschein gab, zionistisch motiviert zu sein. In den 1970er und 1980er Jahren bekannte sie sich, für drei Anschläge auf arabische Ziele verantwortlich gewesen zu sein. Der erste Anschlag wurde im Oktober 1972 auf einen Buchladen der PLO in Paris verübt. Zwei weitere Anschläge wurden 1988 auf Hostels in Nizza und Cannes ausgeübt. Beide Hostels wurden häufig von Arabern aus Nordafrika frequentiert. Beim Anschlag auf das Hostel in Nizza wurde eine Person ermordet und insgesamt wurden 16 Personen verletzt.
Die Bomber stellten sich selbst als rechtsextreme zionistische Gruppierung dar und hinterließen Bekennerschreiben unter dem Titel "Mouvement d'Action et Défense Masada". Es wurden antiarabische Pamphlete mit Davidsternen darauf hinterlassen. Die Ermittlungen ergaben 1989, dass es sich um eine White-Supremacy-Gruppe handelte, die die Aktionen unter falscher Flagge durchführte, um Spannungen zwischen Juden und Arabern zu provozieren.